# HTB土曜競馬中継
HTB土曜競馬中継（エイチティビーどようけいばちゅうけい）は、かつて北海道テレビ放送で放送されていた競馬中継である。
キャッチコピーは「リゾート競馬」。

## 内容
- 1973年6月30日、放送開始[1]。函館競馬場、札幌競馬場での中央競馬開催期間に、それぞれの競馬場から中継していた。1996年でHTBは競馬中継から撤退し、テレビ北海道の「TVhサマー競馬」に機能を受け継ぐ。
  - 1973年の放送開始当初は札幌競馬場からの中継のみで、放送時間は15:25-17:00[1]（函館開催日の初日（8月25日）は土曜ながらも、北海道文化放送（UHB）が『競馬中継』の特番として放送した[2]）。1975年は札幌から6回、函館から10回放送[3]。
  - テレビ北海道が開局する前（1989年シーズンまで）は、テレビ東京系の土曜競馬中継（現・ウイニング競馬）を札幌・函館の中央競馬非開催時期に限ってネット受けしていた名残でこのような形が採られていた。また、TVhは開始当初は道央（現在の石狩振興局管内とその周辺）のみで部分開局しており、函館競馬場を有する道南（現在の渡島総合振興局の函館市周辺地区）地域の開局は1993年11月18日であった。土曜競馬中継は開局と同時にTVhに移行されたものの、当番組が製作されていた頃は、札幌・函館の中央競馬開催時期も含めてテレビ東京からネット受けがされていた。
  - FNSの日で競馬放送が出来ないUHBに代わり「HTB競馬中継」というタイトルで札幌スプリントステークスを1995・1996年の2年間放送し、両年とも優勝馬はノーブルグラスであった。
  - 1970年代にはテレビ神奈川[4]、テレビ朝日[5]にもネットしていた。

## オープニング
- 3時の時報とともに準メイン競走のレース実況をアバンタイトルという形で放送し、レース後タイトル→出演者の字幕を競馬場の生中継の映像で放送していた。当時、司会者は「土曜日のひと時、リゾート競馬でお楽しみください…」と挨拶していた。

## 出演者

### 司会
- 加藤みどり（1976年[6] - ）[7]
- 漣彰人（実況も兼務）
- 長谷川宏和（同上）
- 山口美保

### 解説
- 橋本邦治（メーン解説）[3][4][5]
- 山中将行[1]
- 荒井正信[1]
- 石川康夫[8]
- 森田始（ホースニュース・馬）[7][8]
- 松本憲二（競馬ブック）[7]
- 河内保（ホースニュース・馬）[9]
- 小川真一[9]
- 高松邦男（当時調教師、2009年勇退）[10]
- 柴田政人（当時調教師、2019年勇退）
- 吉永正人（当時調教師、2006年死去）

### 実況アナウンサー
- 舟橋慶一（NETより派遣）[1]
- 原田俊夫[11]
- 田口哲之